# Blandyna z Lyonu
Blandyna z Lyonu (cs. Мученица Бланди́на Лионская, fr. Blandine de Lyon; zm. 177 w Lugdunum) − rzymska niewolnica, dziewica i męczennica wczesnochrześcijańska, święta katolicka i prawosławna.
Poniosła śmierć męczeńską, w czasach prześladowania chrześcijan, za panowania cesarza Marka Aureliusza (161-180). Nieugiętą chrześcijankę rzucono spętaną siecią na pożarcie dzikim zwierzętom, a gdy te nie uczyniły jej nic złego, poddano ją okrutnym torturom, a następnie dobito. Według jednego z przekazów została ścięta mieczem.

## Kult
W ikonografii św. Blandyna przedstawiana jest najczęściej z siecią i gałązką palmową w towarzystwie lwów.
Jest patronką służących i dziewic.
Jej wspomnienie liturgiczne w Kościele katolickim obchodzone jest 2 czerwca. W tym samym dniu wspominają ją ewangelicy.
Cerkiew prawosławna wspomina św. Blandynę w grupie męczenników liońskich 25 lipca/7 sierpnia